# اینداسترویر
اینداسترویِر (به انگلیسی: Industroyer ،که همچنین با عنوان کرَش‌اُوِرراید نیز شناخته می‌شود) یک چارچوب بدافزاری است که تصور می‌شود در حمله سایبری به شبکه برق اوکراین در تاریخ ۱۷ دسامبر ۲۰۱۶ مورد استفاده قرار گرفته است.
این حمله باعث قطعی یک ساعته برق یک پنجم از شهر کی‌یف، پایتخت اوکراین، شد و به عنوان آزمایشی در مقیاس بزرگ در نظر گرفته می‌شود.
حادثه کی‌یف دومین حمله سایبری به شبکه برق اوکراین در طی دو سال بود. اولین حمله در تاریخ ۲۳ دسامبر ۲۰۱۵ رخ داد.
اینداسترویر نخستین بدافزاری است که به طور خاص برای حمله به شبکه برق طراحی شده است.
در عین حال، این بدافزار پس از استاکس‌نت، هَوِکس و بلک‌انرژی، چهارمین بدافزار شناخته‌شده‌ای است که به طور علنی برای هدف قرار دادن سامانه کنترل صنعتی معرفی شده است.

## کشف و نام‌گذاری
این بدافزار توسط شرکت امنیت اینترنتی ای‌ست اسلواکی کشف شد. ای‌سِت و بیشتر شرکت‌های امنیت سایبری آن را با نام «اینداسترویر» می‌شناسند.
شرکت امنیت سایبری دِراگوس این بدافزار را با نام «کرَش‌اوِرراید» معرفی کرده است.
در سال ۲۰۲۲، گروه هکری روسی کرم شنی با استفاده از گونه‌ای از اینداسترویر که «اینداسترویر۲» نام گرفت، باعث قطع برق در اوکراین شد.

## توضیحات
تحلیل دقیق از اینداسترویر نشان داد که این بدافزار برای مختل کردن فرآیندهای عملیاتی سامانه‌های کنترل صنعتی طراحی شده است، به ویژه آنهایی که در پست برق استفاده می‌شوند. 
اینداسترویر یک بدافزار ماژولار است و اجزای اصلی آن به شرح زیر هستند:
- یک در پشتی اصلی که برای کنترل دیگر اجزای بدافزار استفاده می‌شود. این جزء به سرورهای فرمان و کنترل از راه دور متصل می‌شود تا دستوراتی را از مهاجمان دریافت کند.

- یک در پشتی اضافی که مکانیسم ماندگاری جایگزین را فراهم می‌کند و این امکان را به مهاجمان می‌دهد تا در صورتی که در پشتی اصلی شناسایی یا غیرفعال شود، مجدداً به شبکه هدف دسترسی پیدا کنند.

- یک جزء راه‌انداز که یک فایل اجرایی مستقل است و مسئول راه‌اندازی اجزای بار مفید و جزء پاک‌کننده داده‌ها است. این جزء دارای زمان و تاریخ فعال‌سازی مشخصی است؛ نمونه‌های تحلیل‌شده دو تاریخ شامل ۱۷ دسامبر ۲۰۱۶ و ۲۰ دسامبر ۲۰۱۶ را در خود داشتند. (نکته: تاریخ اول، تاریخی است که حمله واقعاً در آن انجام شده است.)

- چهار جزء بار مفید که پروتکل‌های ارتباطی خاص صنعتی را هدف قرار می‌دهند که در استانداردهای آی‌ئی‌سی ۶۰۸۷۰-۵-۱۰۱، آی‌ئی‌سی ۶۰۸۷۰-۵-۱۰۴، آی‌ئی‌سی ۶۱۸۵۰، و دسترسی داده‌ اواِل‌ئی برای کنترل روال تعریف شده‌اند. قابلیت‌های این اجزا شامل نقشه‌برداری از شبکه و ارسال دستورها به دستگاه‌های خاص کنترل صنعتی است.

- یک جزء پاک‌کننده داده‌ها که برای پاک‌سازی کلیدهای حیاتی رجیستری و بازنویسی فایل‌ها طراحی شده تا سیستم غیرقابل راه‌اندازی شود و بازیابی از حمله دشوارتر گردد.

## پیوندهای مرتبط
- امنیت سامانه کنترل
- جنگ مجازی
- حمله به شبکه برق اوکراین
- پایپ‌دریم (جعبه‌ابزار)

## مراجع
1. ↑  Spanish Video CCN-CERT STICS Conference 2017. "Video-Youtube" – via YouTube.
2. ↑  "NPC Ukrenergo official statement". 2016-12-18 – via Facebook.
3. ↑  Pavel Polityuk, Oleg Vukmanovic and Stephen Jewkes (2017-01-18). "Ukraine's power outage was a cyber attack: Ukrenergo". Reuters.
4. ↑  Cherepanov, Anton (2017-06-17). "Industroyer: Biggest threat to industrial control systems since Stuxnet". welivesecurity.com. ESET.
5. ↑  Zetter, Kim (2017-01-17). "The Ukrainian Power Grid Was Hacked Again". Motherboard.
6. ↑  "'Crash Override': The Malware That Took Down a Power Grid". WIRED (به انگلیسی). Retrieved 2018-01-22.
7. ↑  "Ongoing Sophisticated Malware Campaign Compromising ICS (Update E) | ICS-CERT". ics-cert.us-cert.gov (به انگلیسی). Retrieved 2018-01-22.
8. 1 2  Dragos Inc. (2017-06-12). "CRASHOVERRIDE Analysis of the Threat to Electric Grid Operations" (PDF). Dragos.
9. ↑  "Industroyer main backdoor detections". Virustotal. 2017-06-27.
10. ↑  "Industroyer data wiper component detections". Virustotal. 2017-06-27.
11. ↑  Greenberg, Andy. "Russia's Sandworm Hackers Attempted a Third Blackout in Ukraine". Wired (به انگلیسی). ISSN 1059-1028. Retrieved 2022-04-13.
12. ↑  Cherepanov, Anton (2017-06-12). "WIN32/INDUSTROYER A new threat for industrial control systems" (PDF). welivesecurity.com. ESET.

## مطالعه بیشتر
- ENISA "Protecting Industrial Control Systems. Recommendations for Europe and Member States". 2011-12-14.
- وزارت امنیت داخلی ایالات متحده آمریکا "Recommended Practice: Developing an Industrial Control Systems, Cybersecurity Incident Response Capability" (PDF). 2009-10-01.
- Andy Greenberg (2017-06-20). "How an Entire Nation Became Russia's Test Lab For Cyberwar". Wired.
- Michael McFail; Jordan Hanna; Daniel Rebori-Carretero (December 2021). "Detection Engineering in Industrial Control Systems- Ukraine 2016 Attack: Sandworm Team and Industroyer Case Study". mitre.org. MITRE.